# 松岡佑実
松岡佑実（まつおか ゆみ、1998年11月30日 - ）は、日本のタレント、女優である。キャロットに所属する。短距離走、スケート、ダンスを趣味・特技とする。

## 出演

### テレビドラマ
- 金スマ～ビックダディの娘（2013年6月7日、TBS系）- 三女・詩美役[1]
- 月曜ミステリーシアター 確証〜警視庁捜査3課（2013年、TBS）[1]
- 連続テレビ小説 ひよっこ（2017年、NHK）- 主人公のクラスメイト役[1]

### 映画
- 魔女の宅急便（2014年）- トン役[1]
- 恋は雨上がりのように（2018）- 陸上部員役
- 3月のライオン（2017年）[1]
- 僕らのごはんは明日で待ってる（2017年）- 安藤美生役[1]

### 舞台
- ヒロセプロジェクト舞台公演第22弾 優しい魔法のとなえ方2017（2017年）- 月組 長澤かをる役[1]

### CM
- ドラゴンクエストX 目覚めし五つの種族 オンライン（2012年）[1]
- 東進ハイスクール（2013年）[1]

### スチール
- Z会エデュース（2016年11月 - ）[1]

### その他
- オンライン動画コンテスト「BOVA」作品（2017年）[1]